# 시언
시언(본명: 김지연, 1980년 ~)은 대한민국의 가수이자 일렉트로니카 뮤지션이다. 2007년에 1집 앨범인 《The Stellar Song》으로 데뷔하였고, 2009년에는 일본의 시부야계 DJ인 프리템포의 앨범인 《Beautiful World》와 《Power Of Love》라는 곡에 참여해 피처링을 하기도 했다.